# جاست دانس وي 2
جاست دانس وي 2 (بالإنجليزية: Just Dance Wii 2)‏ (باليابانية: ジャストダンス ウィー ツー) ، هي لعبة فيديو من نوع رقص، وهي الجزء الثاني من سلسلة النسخة اليابانية الخاصة لنظام نينتندو وي، صدرت عام 2012م ووزعت في الأراضي اليابانية حيث تكون اللعبة متوفرة باللغة اليابانية.